# Cadix
Cadix är en kommun i departementet Tarn i regionen Occitanien i södra Frankrike. Kommunen ligger i kantonen Valence-d'Albigeois som tillhör arrondissementet Albi. År 2022 hade Cadix 218 invånare.

## Befolkningsutveckling
Antalet invånare i kommunen Cadix
| Referens: INSEE |